# احمت ییلماز چالیک
احمت ییلماز چالیک (ترکی استانبولی: Ahmet Yılmaz Çalık; ۲۶ فوریهٔ ۱۹۹۴ – ۱۱ ژانویهٔ ۲۰۲۲) بازیکن فوتبال اهل ترکیه بود.
از باشگاه‌هایی که در آن بازی کرده است می‌توان به باشگاه فوتبال قونیه‌اسپور، باشگاه ورزشی گنچلربیرلیغی، و باشگاه فوتبال گالاتاسرای اشاره کرد.
وی همچنین در تیم‌های ملی فوتبال زیر ۱۷ سال ترکیه، زیر ۱۹ سال ترکیه، زیر ۲۱ سال ترکیه و ترکیه بازی کرده است.